# Université de Montpellier
L’université de Montpellier est un établissement d'enseignement supérieur et de recherche français situé dans la ville de Montpellier, en Occitanie.
Active entre 1289 et 1793, puis entre 1896 et 1970, recréée en 2015, elle est connue comme possédant l'une des plus anciennes et des plus brillantes écoles de médecine du monde médiéval, et est également réputée pour l'enseignement du droit.
Dans sa forme actuelle, elle rassemble près de 40 000 étudiants.
L'université regroupe diverses disciplines telles que les sciences, la chimie, la biologie, la médecine, le droit, l'économie, la gestion, les sciences pharmaceutiques ou les sciences du sport.
Elle est aujourd'hui l'établissement porteur d'une initiative d'excellence nationale, l'I-SITE MUSE, qui regroupe, outre l'université de Montpellier, le CNRS, le Cirad, INRAE, l'IRD, l'INSERM, le CEA Tech, l'IFREMER, INRIA, le BRGM, les CHU de Montpellier et de Nîmes, l'ICM, le CIHEAM-IAMM, et l'Institut Agro Montpellier (ex-Montpellier SupAgro).

## Histoire

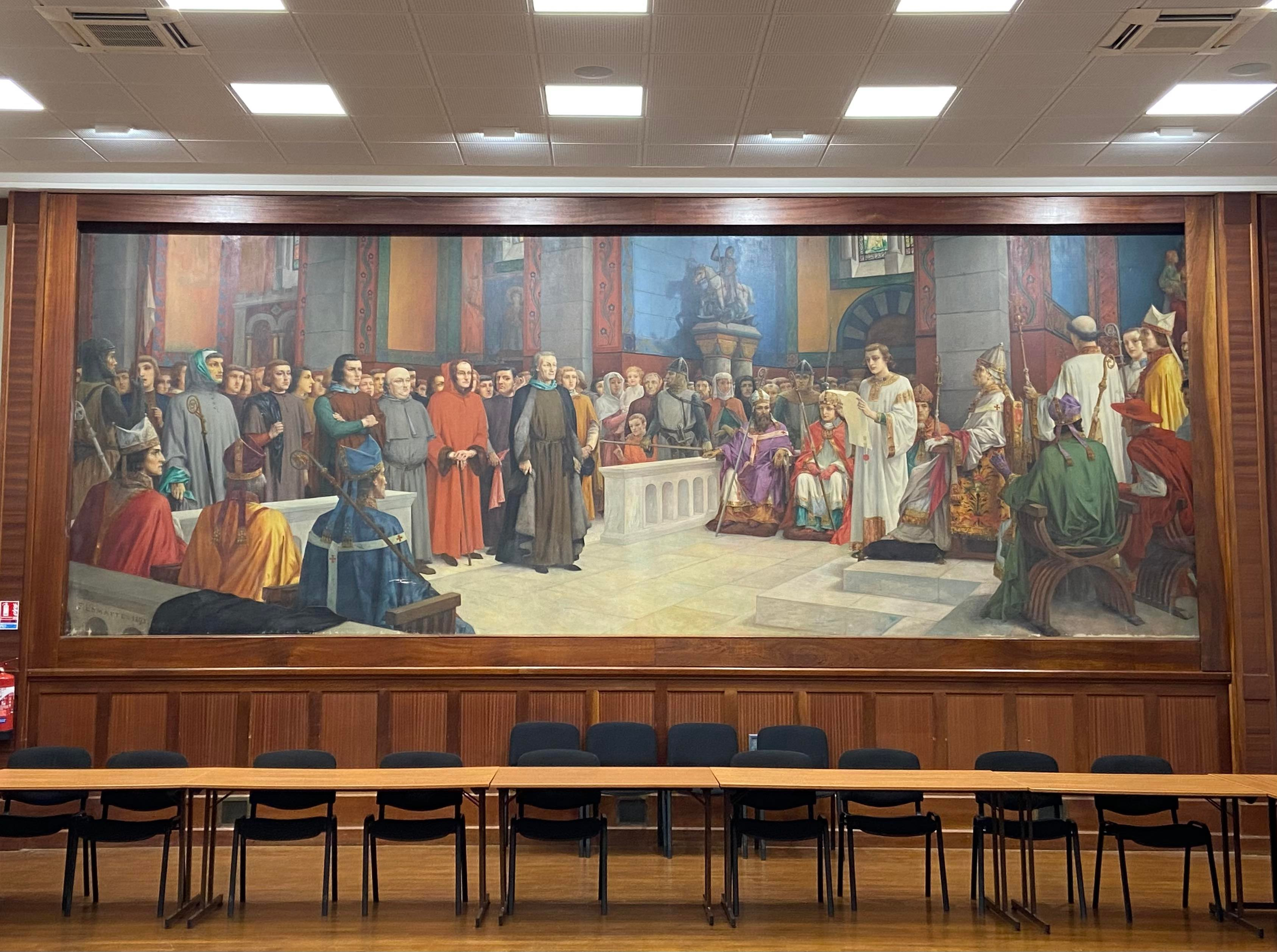
Remise à l'évêque de Maguelone en 1289 de la bulle Quia Sapientia de Nicolas IV par Fernand Lematte

### Des origines jusqu'à la fin de l'Ancien Régime

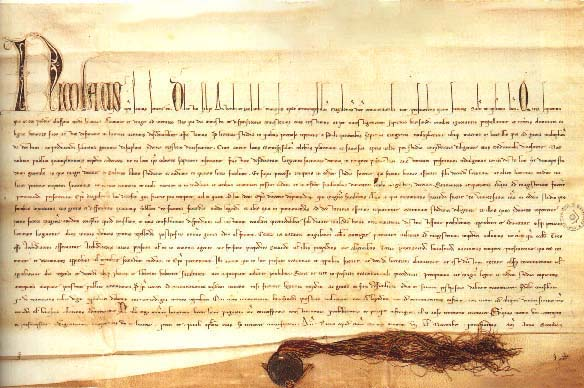
La bulle Quia Sapientia de 1289 du pape Nicolas IV.

Les origines de l'École de médecine de Montpellier se confondent probablement avec celles de la ville elle-même qui naît vers le Xe siècle, autour d'un petit sanctuaire sur une voie du pèlerinage de Saint-Jacques de Compostelle. L'existence d'une école de médecine est attestée dès 1137.
Les raisons de sa fondation sont surtout d'ordre géographique : Montpellier est à quelques kilomètres de la mer, avec l'avant-port actif de Lattes, en contact avec le monde méditerranéen, notamment la Catalogne et les îles Baléares, ayant obtenu du Pape le privilège de commercer avec les musulmans. C'est un point de jonction entre deux courants d'échanges économiques et culturels : l'un occidental (Afrique du Nord, Espagne), l'autre oriental (Proche-Orient, Grèce, Italie du nord). La médecine à Montpellier aurait suivi les mêmes voies de diffusion que celles de l'art Roman.
Le seigneur de Montpellier Guilhem VIII promulgue un édit rendant totalement libre l'enseignement de la médecine en 1181,. À la même époque l’école de droit est marquée par l’enseignement de Placentin, juriste venu de Bologne.
En 1220, le cardinal Conrad, légat du pape Honorius III, accorde une reconnaissance pontificale à l'école de médecine, rendant caduc l'édit de Guilhem VIII puisque ces statuts font de l'évêque de Maguelone le chef suprême des écoles de médecine de Montpellier : « Qu'à l'avenir, personne ne se livre à l'enseignement public de la médecine sans avoir été préalablement examiné et approuvé par l'évêque de Maguelone qui, pour cet examen, s'adjoindra des professeurs de son choix ». » La proximité de la cour pontificale d'Avignon accroît rapidement le rayonnement de l'université. En 1240, l’évêque de Maguelone, chancelier des écoles, confère des statuts complémentaires à l'Université de médecine. L’université de Montpellier elle-même est créée le 26 octobre 1289 par la bulle papale Quia Sapientia du pape Nicolas IV qui en fait un studium generale c’est-à-dire un centre d’enseignement de toutes les disciplines (Médecine, Droit, Arts libéraux). Cette bulle est actuellement conservée aux archives municipales de la ville de Montpellier. Après sa création, sa renommée et celle de la ville de Montpellier s'étend en Europe et de nombreux étrangers viennent y étudier, cherchant à acquérir le titre de « docteur de Montpellier ». Celui-ci offre le privilège d'exercer dans tout le royaume de France et seules les universités de Paris et de Montpellier peuvent accorder ce privilège. Sa création participera également au développement de la vie scientifique à Montpellier.
L’école de théologie resta indépendante jusqu'à une décision pontificale de 1421 qui la rattacha à l’école de droit. L’école des arts déclina dès le XIIIe siècle pour devenir une simple école municipale, dont le recteur était choisi par les consuls de la ville.
L’École de médecine a tenu à rester une Université à part, relativement indépendante du pape et du roi. Elle reçoit ses statuts particuliers en 1340. Elle est dirigée par un chancelier et se compose du Collège des Douze-Médecins. En 1452, un collège supplémentaire, d'origine laïque, est fondé, le collège de Girone, dit « Petit Collège ». Il s'agit de locaux universitaires (maisons d'habitation en ville) servant de lieux d'enseignement et de pensionnat.
Elle jouit d’un grand prestige, fournissant des médecins auprès des rois, ayant la réputation d’avoir hérité du savoir des Andalous, et accueille des étudiants de toute l’Europe. Au XIIIe siècle, les étudiants viennent d'Espagne, du Portugal, d'Italie, d'Allemagne et d'Angleterre. Au XIVe siècle, l'Allemagne est largement en tête, et de nouveaux pays sont représentés (Hollande, Belgique, Suisse, Pologne). La faculté attire par ailleurs des personnes devenues célèbres, telles que François Rabelais, Nostradamus ou Pierre Belon en tant qu'étudiants.
En 1498, quatre chaires médicales sont fondées, auxquelles seront rajoutées les chaires d'anatomie et de botanique à laquelle est associé un jardin botanique en 1593, l'actuel jardin des plantes de Montpellier. C'est le premier créé en France, sous l’influence de Guillaume Rondelet « qui a le souci de développer la santé par les plantes » et à visée pédagogique pour un enseignement de terrain. Les autres chaires sont celles de chirurgie et de pharmacie en 1597, de chimie en 1676, où enseignent Arnaud Fonsorbe et Antoine Deidier, et de clinique en 1715. Grâce notamment à ses infrastructures destinées à l'enseignement, Montpellier devient une des principales villes universitaires de France, l'anatomie ayant une place importante dans la diversité des disciplines enseignées.
Une chaire de mathématiques et d’hydrographie est créée par ordonnance en 1682, dont le premier titulaire est Nicolas Fizes. Elle est rattachée à la faculté de droit et le restera jusqu'à l'expulsion en 1762 des jésuites qui y enseignaient.

### Ère moderne
Comme toutes les universités françaises, celle de Montpellier fut supprimée en 1793 pour être remplacée par un système d’écoles centrales et d’écoles spéciales. Mais dès 1794, l'École de Médecine de Montpellier est rétablie avec celles de Paris et de Strasbourg.

#### XIXesiècle
Petit à petit les facultés vont se reformer au cours du XIXe siècle. Napoléon promulgua la loi du 21 germinal an XI (11 avril 1803) qui créa une école de pharmacie à Montpellier,. Le 10 mai 1806 (décrets d'application votés le 17 mars 1808), Napoléon crée l’université impériale. Une faculté des sciences est ouverte en 1810,, il faut attendre 1878 pour que la faculté de droit soit rétablie.
En 1875, le ministère de l'Instruction publique propose de créer six grands centres universitaires en France dotés d'un personnel et de matériel important. Le conseil général des facultés de Montpellier demande ainsi la création d'une faculté de droit afin de pouvoir avoir une place parmi les six. En 1878, la proposition est acceptée par le ministère, ce qui fait de Montpellier un des plus grands centres universitaires du pays.
La même année, une convention permet la création de la nouvelle faculté ainsi que la mise à disposition des locaux dans l'ancien hôpital Saint-Éloi (jugé vétuste, un nouvel hôpital Saint-Éloi est alors construit) où les facultés se regrouperont, appelé alors « le palais des facultés ». Ce n'est qu'en 1890 que les travaux sont achevés, après quelques retardements, l'inauguration y a eu lieu le 23 mai 1890. Chaque faculté y est indépendante (lettres, droit et science), celle de science disposant de la plus grande surface. D'autres salles sont communes, comme la bibliothèque ou la salle des fêtes. L’université de Montpellier en fait son siège jusque dans les années 1960. Par la suite, le bâtiment devient le siège du rectorat. L'inauguration du palais universitaire se fait parallèlement à la commémoration du VIe centenaire de l'université de Montpellier (anniversaire de la bulle papale de 1289). S'y rendent alors les universités françaises et étrangères, le président Sadi Carnot ainsi que le directeur de l'enseignement supérieur Louis Liard et la communauté savante. La ville entière est décorée du 21 au 27 mai pour l'occasion, le but étant de faire de ces jours de fête un succès international. L’événement fut assez fortement médiatisé. Le but de cette grande fête était en particulier dans l’intérêt de mettre en avant la nouvelle université de Montpellier afin qu'elle devienne un des grands pôles universitaires de France. En effet, le gouvernement réfléchissait depuis plusieurs années déjà à réformer l'université afin de créer de tels centres pour concurrencer celui de Paris. Ainsi, le 22 juillet 1890, un projet de loi est présenté dans le but de constituer officiellement des universités. Après de nombreux débats autour de cette réforme, une loi sera adoptée le 10 juillet 1896, date à laquelle les différentes facultés montpelliéraines obtiennent officiellement le titre d'université. La célébration du VIe centenaire à Montpellier ainsi que l'unification des facultés dans le nouveau palais universitaire place la nouvelle université de Montpellier en tant qu'image d'exemple de ce projet de réforme national. Par ailleurs, en 1883, les facultés sont ouvertes au grand public grâce à l'autorisation de la mise en place de cours libres.

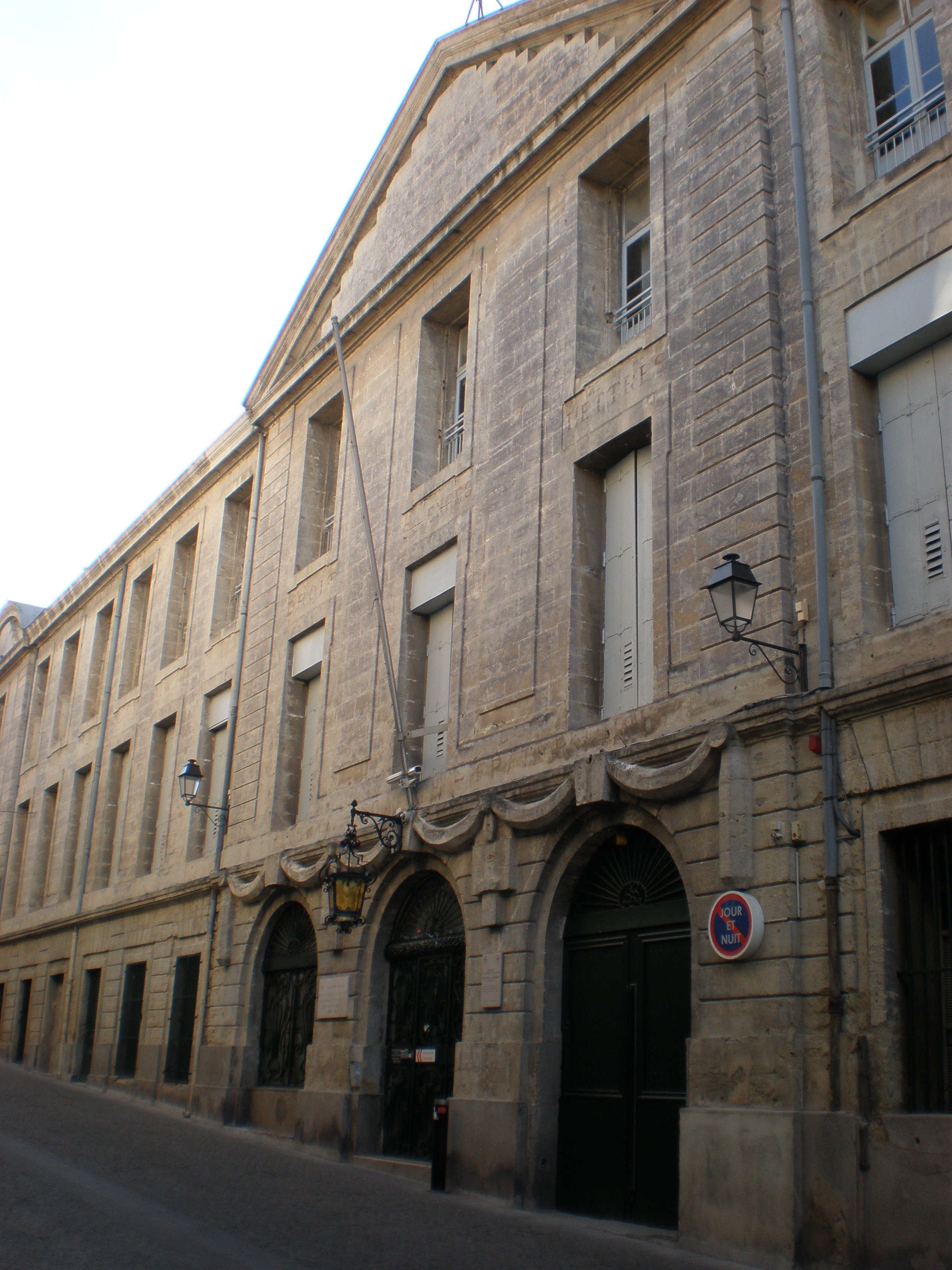
Le siège du rectorat, rue de l’Université à Montpellier, siège de l'université de Montpellier de 1890 à 1960.

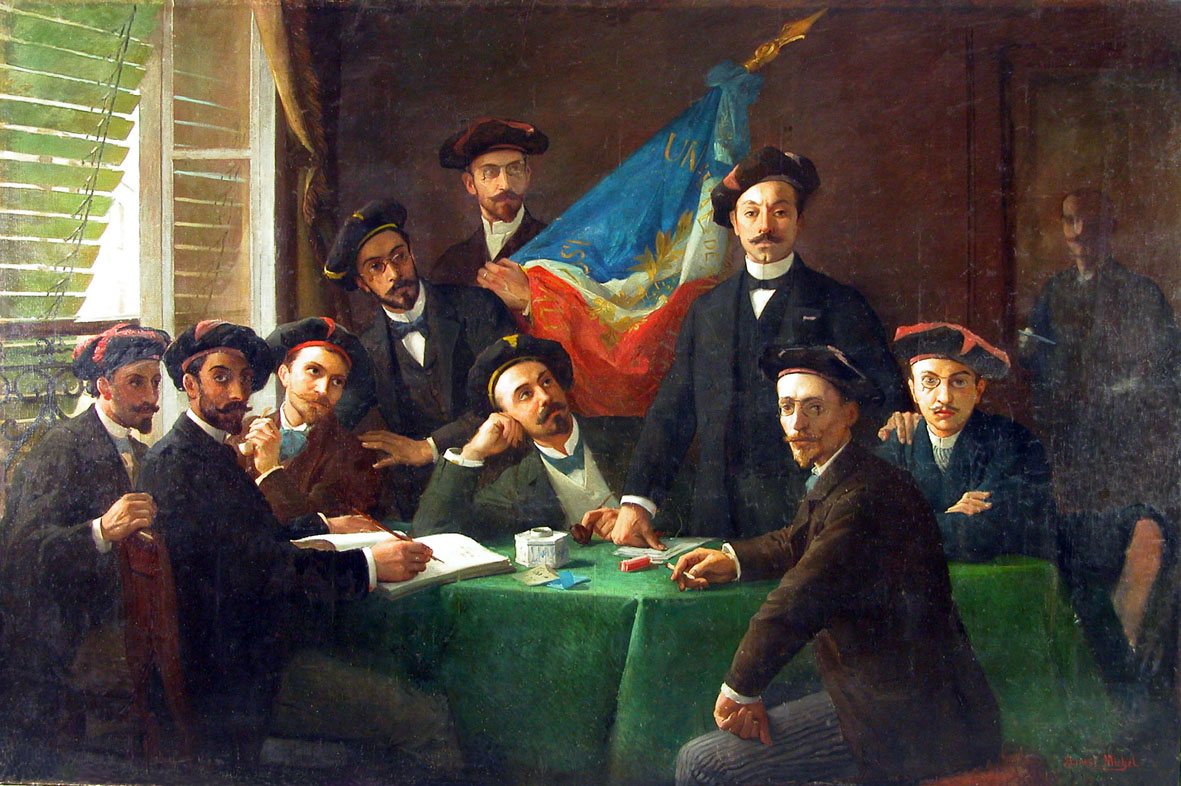
Le bureau de l’association des étudiants de Montpellier (AGEM) aux fêtes du VIe centenaire en 1892.

En 1890, une annexe de la faculté de Médecine nommée institut de Biologie est construite le long du boulevard Henri IV. L’institut de Botanique de la faculté de Sciences est également construit derrière le jardin des plantes. Ce dernier y rassemble l'ensemble des herbiers de Montpellier. En 1959, alors que l'institut de botanique devient trop petit pour accueillir l’ensemble des étudiants, celui-ci est reconstruit, se dotant de locaux plus spacieux et plus modernes. Il connaît alors un rayonnement scientifique international. Il s'y trouve aujourd'hui le deuxième herbier le plus grand de France.
L'institut de chimie est lui installé à l'école de pharmacie en 1889, rue de la Verrerie, fédérant les chaires de chimie de l'école de pharmacie et celle de la faculté des sciences. En 1922, l'institut est supprimé et remplacé par un institut des ingénieurs chimistes sous la direction de la faculté des sciences dont les locaux sont situés dans les bâtiments de l'ancien évêché. Après la Première Guerre mondiale, la faculté des sciences est mise à contribution, afin de rechercher des produits de substitution en cas de pénurie d'essence pour cause de guerre par exemple. C'est la première fois que l'institut est en partie destiné à l'industrie. En 1934 est construit rue de l'École normale un nouveau bâtiment afin d'y loger l'institut de chimie, qui deviendra en 1957 l'École nationale supérieure d'ingénieur.
En application de la loi du 10 juillet 1896, l’ensemble de ces facultés est fédéré et l’université de Montpellier est enfin recréée. Cependant, l’université de Montpellier n’est qu’une simple addition de différentes facultés (lettres, médecine, pharmacie, sciences et droit) qui gardent leur autonomie, leur statut de personne morale et leur doyen.

#### XXesiècle
- L’Institut de chimie, créé à la fin du XIXe siècle, devient l'École nationale supérieure de chimie de Montpellier en 1957[22] et qui deviendra autonome en 1986 ;
- 1935 : agrandissement de l’Institut de Biologie (faculté de Médecine) ;
- 1935 : fin janvier, l'association générale des étudiants de Montpellier (AGEM) lance le mot d'ordre d'une grève « contre l'invasion des métèques »[23],[24]. Ce mouvement de grève débute le 31 janvier 1935 à la faculté de médecine de Montpellier et se propage rapidement aux facultés de Bordeaux, Tours, Marseille, Grenoble, Rennes, Lille et Paris[25],[26]. Début février, ce qui devient le « plus important mouvement xénophobe et antisémite de l’entre-deux-guerres », selon le chercheur Alain Monchablon[27], paralyse non seulement les facultés de médecine du pays mais aussi des établissements d'enseignement supérieur, comme l'École dentaire de Paris, l'école spéciale des travaux publics et l'école supérieure d'électricité[28], et mobilise la plupart des associations d'étudiants en médecine, telles que l'association des externes, la Fédération française des étudiants catholiques et la Conférence Laennec[29],[25],[23] ;
- 1939 : la faculté de lettres est reconstruite rue du Cardinal-de-Cabrières, à la maison Plantade ;
- 1956 : la faculté de droit se trouve dans ses nouveaux locaux par le rachat du couvent des visitandines rue de l’Université ;
- 1958 : l'École dentaire est créée ;
- 1960 : agrandissement de l'Institut de Biologie (faculté de médecine) ;
- 1963 : création de l'IPAG au sein de la faculté de droit ;
- Entre 1963 et 1966, les facultés de sciences, de lettres et de pharmacie quittent le centre-ville pour s'installer sur différents campus au nord de Montpellier.

La partition de l’université de Montpellier par la loi Faure (12 novembre 1968) a donné naissance à trois nouvelles universités :
- l'université Montpellier-I[30] ;
- l'université Montpellier-II[31] ;
- l'université Montpellier-III (Paul-Valéry)[31].

Les facultés (droit, lettres, médecine, sciences, pharmacie) cessent d’exister en tant que personnes morales et deviennent soit des UER (puis UFR en 1984) pour médecine, droit et pharmacie (UM1), soit des universités de plein exercice pour lettres (UM3) et sciences (UM2). Seules les trois universités existent en tant que personne morale et sont chacune dirigées par un président.
Les trois universités de Montpellier ont collaboré via la conférence académique des présidents des universités de l’académie de Montpellier (créé en 1990) ou le Pôle universitaire européen de Montpellier et du Languedoc-Roussillon (créé en 1994) ou par la création de services inter-universitaires.

#### XXIesiècle
Le pôle de recherche et d'enseignement supérieur université Montpellier Sud de France, dont les trois universités sont membres fondateurs, est créé en 2009. Ses objectifs sont la préparation de la fusion des universités, et les appels à projets. Le regroupement est un des lauréats nationaux du Plan campus en 2008, mais n’est pas retenu en tant qu’initiative d'excellence en 2011. La fusion des établissements prend du retard. Le 29 décembre 2014, le PRES devient COMUE Languedoc-Roussillon Universités.
Ainsi, après l’université de Strasbourg, d’Aix-Marseille, de Lorraine et de Bordeaux entre 2009 et 2014, les universités Montpellier-I et Montpellier-II fusionnent au 1er janvier 2015, pour créer à nouveau l’université de Montpellier. L’université Montpellier-III, qui s’est éloignée des deux autres universités lors du concours des Idex en 2011 reste un établissement autonome.
En début d'années 2021, des étudiants de la Faculté de droit et science politique de Montpellier lancent le mouvement #EtudiantsFantomes qui dénonce l'oubli de l'enseignement supérieur dans les mesures prises par le gouvernement lors de Pandémie de Covid-19 en France. Plus tard le mouvement plaidera pour un retour en présentiel à l'université.

##### Évacuation violente d’un amphithéâtre en 2018
L'université est bloquée par les étudiants le 9 octobre, en réaction à la loi sur l’orientation et la réussite des étudiants (ORE) adoptée en mars. Le 22 mars 2018, pendant les manifestations en opposition à la Loi relative à l'orientation et à la réussite des étudiants, des violences éclatent à la faculté de droit de Montpellier: un groupe d'individus cagoulés déloge violemment des étudiants grévistes d'un amphithéâtre. Deux professeurs de droit, Philippe Pétel et Jean-Luc Coronel, sont mis en examen le 29 mars, l'un pour « complicité d’intrusion », l'autre pour « violences en récidive ». Un rapport de l’Inspection générale de l’administration de l’éducation nationale et de la recherche publié le 28 mai les accable. En septembre, cinq personnes proches des milieux identitaires et régionalistes, parmi lesquelles un militaire à la retraite et la compagne de Jean-Luc Coronel, sont mises en examen pour « violences aggravées », « intrusion dans un établissement d’enseignement » ou pour complicité de ces délits. De lourdes sanctions disciplinaires sont prononcées: interdiction d'enseigner pendant 5 ans pour Philippe Petel et révocation de Jean-Luc Coronel; l'avocate du premier promet de faire appel et « s'il le faut, d'aller jusqu'au Conseil d'État »,. Conformément aux réquisitions du Parquet,, sept personnes, dont le doyen Philippe Petel, sont renvoyés en correctionnelle et seront jugés pour « violences volontaires ayant entraîné une incapacité totale de travail n’excédant pas huit jours » et complicité de ces violences (avec une ou plusieurs circonstances aggravantes selon les cas : en réunion, avec arme et dissimulation de visage). Des peines allant jusqu’à un an de prison contre les sept prévenus sont requises le 21 mai 2021. Les sept prévenus sont reconnus coupables en première instance le 2 juillet 2021 de violences volontaires en réunion et complicité; l’ancien doyen Philippe Pétel est condamné à dix-huit mois de prison avec sursis et l’ancien professeur Jean-Luc Coronel de Boissezon à six mois ferme. Les peines de tous les prévenus sont réduites en appel.

## Administration et services
Sur le plan statutaire, l’université de Montpellier est un établissement public à caractère scientifique, culturel et professionnel (EPCSCP), jouissant de la personnalité morale, de l’autonomie pédagogique, scientifique, administrative et financière.

### Administration
L'Université est administrée par :
- Le Conseil d'Administration, organe décisionnel qui détermine la politique de l'établissement. Il est composé de 36 membres dont 28 élus au suffrage direct ;
- Le Conseil Académique, qui assure la cohérence et l’articulation entre les politiques de formation et de recherche. Il est composé de 80 membres élus répartis en 2 commissions de 40 membres chacune :
  - La Commission de la Formation et de la Vie Universitaire (CFVU), qui détermine la politique de l'enseignement, de la formation et de la vie étudiante ;
  - La Commission de la Recherche, qui détermine la politique de recherche, de valorisation et de répartition des ressources.
- Le Comité Technique, qui est l'instance de concertation intéressant le fonctionnement et l’organisation des services ;
- La Commission Paritaire d’Établissement, qui est consultée sur les décisions individuelles concernant les membres du personnel BIATS ;
- Le Comité d’Hygiène de Sécurité et des Conditions de Travail (CHSCT), qui contribue à la protection de la santé et de la sécurité des agents et à l’amélioration de leurs conditions de travail.

### Direction
- Président de l'université : Philippe Augé[55] (professeur des universités en droit public), élu le mardi 6 janvier 2015 et réélu le 7 janvier 2019[56] ;
- Vice-président du Conseil d'administration : Bruno Fabre (professeur des universités en sciences de gestion, IAE)[55].

## Implantations

### L'université à Montpellier
- Facultés, institut et écoles
- Centres de recherche
- Jardin des plantes
- Centre hospitalier universitaire

L'université est implantée sur plusieurs sites dans la ville de Montpellier, la ligne 1 du tramway permet de relier la quasi-totalité des différents sites.
Au sud de la ville, le campus de Richter desservi par les stations Port-Marianne et Rives du Lez, héberge la Faculté d'Économie, Montpellier management, l'Institut de préparation à l'administration générale de Montpellier et la Maison des étudiants Aimé-Schonenig.
Dans le centre-ville, desservi par les stations Louis Blanc et Place Albert 1er - Cathédrale, sont implantés : la Faculté de Droit & Science Politique, le bâtiment historique de la Faculté de Médecine, le Jardin des Plantes, l'Institut de Biologie abritant des services de médecine et des services administratifs de l'université, les bâtiments administratifs situés boulevard Henri IV et la présidence de l'université située rue Auguste-Broussonnet dans l'ancien Institut de Botanique.
La station Stade Philippidès dessert la Faculté d'Éducation implantée place Marcel-Godechot ainsi que le Stade Philippidès, propriété de l'Université.
Plus au nord, dans le quartier de Boutonnet, est implantée la Faculté de Pharmacie sur un campus de 4 hectares au croisement de la Voie Domitienne et de l'avenue Charles-Flahault, le site est desservi par l'arrêt Boutonnet.
Plus au nord, le grand campus de Triolet, d'une superficie de 30 hectares et desservi par la station Universités des Sciences et des Lettres, abrite la Faculté des Sciences, l'IAE, l'ENSCM et Polytech Montpellier.
Au nord de la ville, dans le quartier des hôpitaux, la station Occitanie permet de desservir l'IUT de Montpellier implanté dans un campus de 9 hectares (avenue d'Occitanie), l'Unité Pédagogique Médicale (UPM) et le nouveau campus de la Faculté de Médecine proche de l'hôpital Arnaud de Villeneuve, l'UFR STAPS implantée sur le domaine de Veyrassi (avenue du Pic-Saint-Loup), ainsi que de nombreux bâtiments abritant des laboratoires de recherche (Institut Universitaire de Recherche Clinique, Institut de Génomique Fonctionnelle, Institut de Génétique Humaine, etc.).
Le campus de Saint-Priest (rue de Saint-Priest, rue Ada, rue de la Galéra), desservi par la station Château d'Ô, abrite de nombreux laboratoires de recherche scientifiques de la Faculté des Sciences (Institut d'Électronique et des Systèmes, Laboratoire d'Informatique de Robotique et de Microélectronique de Montpellier, Laboratoire de Mécanique et Génie Civil, etc.).
Tout au nord de Montpellier, dans le quartier Euromédecine, la station Hauts de Massane dessert la Faculté d'Odontologie (avenue du Professeur-Jean-Louis-Viala).

### L'université hors de Montpellier
L'Université possède également des antennes délocalisées sur la région[source secondaire souhaitée] :
- à Nîmes : l'IUT de Nîmes (quartier Saint-Césaire), une antenne de la Faculté de Médecine (quartier Carémeau) et une antenne de la Faculté d'Éducation ;
- à Béziers : l'IUT de Béziers ;
- à Sète : une antenne de l'IUT de Montpellier ;
- à Perpignan : une antenne de la Faculté d'Éducation ;
- à Carcassonne : une antenne de la Faculté d'Éducation ;
- à Mende : une antenne de la Faculté d'Éducation ;
- à Albaret-Sainte-Marie (Lozère) : une antenne de l'ISEM.

## Les composantes
L'université de Montpellier dispose de 17 composantes :
- 8 facultés (Unité de Formation et de Recherche) ;
- 7 instituts ;
- 2 écoles ;
- 1 établissement-composante.

### Facultés
Les huit facultés ont le statut officiel d'« unité de formation et de recherche » (UFR).

#### La Faculté des sciences de Montpellier
L’UFR des sciences est située au nord de Montpellier sur le campus de Triolet (place Eugène Bataillon) ainsi que sur le campus de Saint-Priest (rue de Saint-Priest, rue Ada). La faculté des sciences est divisée en 12 départements : biologie–mécanisme du vivant (Bio-MV), biologie–écologie, chimie, enseignement des sciences et recherche de l’enseignement (DESciRE), enseignement des sciences de la terre de l’eau et de l’environnement de Montpellier (DESTEEM), électronique électrotechnique automatique (EEA), physique, informatique, département des langues (DDL), mathématiques, mécanique, parcours des écoles d’ingénieurs de Polytech (PEIP).

#### La Faculté de médecine de Montpellier
L'UFR médecine est située en centre-ville de Montpellier pour les bâtiments historiques (« bâtiment historique » : rue de l’École-de-Médecine, institut de biologie : boulevard Henri-IV), à proximité des hôpitaux au nord de Montpellier (unité pédagogique médicale et institut universitaire de recherche clinique : Avenue du Doyen-Giraud) et possède une antenne sur Nîmes (Chemin du Carreau-de-Lanes), à proximité du CHU Carémeau.

#### La Faculté de droit et science politique de Montpellier
L'UFR droit et science politique est située en centre-ville de Montpellier sur 3 bâtiments (Bâtiment 1 : rue de l'Université, Bâtiment 2 : rue du Cardinal-de-Cabrières, Bâtiment 3 : rue de l'Arc-des-Mourgues).

#### La Faculté de pharmacie de Montpellier
L'UFR pharmacie (ou des sciences pharmaceutiques et biologiques) est située sur un campus dans le quartier de Boutonnet (avenue Charles-Flahault). Un musée de la pharmacie est créé sur le site en 1972, et prend le nom d’Albert Ciurana. La faculté de pharmacie abrite également dans ses locaux un droguier qui regroupe près de 10 000 échantillons, classé aux monuments historiques depuis 2009,.

#### La Faculté des sciences et techniques des activités physiques et sportives (STAPS)
L'UFR STAPS est située sur 3 bâtiments (bâtiment A, Bâtiment P1, palais universitaire des Sports) et terrains de sports au domaine de Veyrassi au nord de Montpellier dans le quartier « Plan des 4 Seigneurs » (Avenue du Pic Saint Loup), ainsi qu'au stade d'athlétisme « Philippidès ».

#### La Faculté d'éducation
L'UFR d'éducation intervient, pour certains enseignements-, au sein des cinq sites départementaux de l'ESPE-LR : Montpellier, Mende, Nîmes, Carcassonne -et Perpignan-.

#### La Faculté d'économie
L'UFR d'économie est située au sud de Montpellier dans le campus de Richter (Bâtiment C : avenue Raymond-Dugrand).

#### La Faculté d'odontologie
L'UFR odontologie est située au nord de Montpellier au parc Euromédecine (avenue du Professeur-Jean-Louis-Viala). Créée en 1958, la faculté d'odontologie prépare les futurs chirurgiens-dentistes, les enseignants-chercheurs et praticiens-hospitaliers.

### Instituts

#### Institut Montpellier management (MOMA)
L’Institut Montpellier Management (union de l'ISEM et de l'AES) est situé au Sud de Montpellier sur le campus de Richter (Bâtiment B & D), et possède également une antenne à Albaret-Sainte-Marie (Lozère) sur le site d'« Orfeuillette » (à proximité du château du même nom).

#### Institut d'administration des entreprises de Montpellier (IAE)
L'Institut d'administration des entreprises de Montpellier est basé à Montpellier sur le campus de Triolet (Place Eugène Bataillon). Il propose des diplômes de niveau Licence et Master. En 2005, l'IAE de Montpellier a obtenu la certification de services Qualicert par SGS. Depuis cette 1re obtention, la certification a été reconduite chaque année à la suite d’un audit de vérification.

#### IUT de Montpellier-Sète
L'IUT de Montpellier-Sète est un institut d'enseignement technologique basé à Montpellier (Avenue d'Occitanie) ainsi qu'une antenne délocalisée à Sète (Chemin de la poule d’eau, carrefour de l’Europe). Il propose des formations techniques de niveau bac+3 (Bachelor Universitaire de Technologie, BUT) et de niveau bac+3 (Licence professionnelle).

#### IUT de Nîmes
L'IUT de Nîmes est un institut d'enseignement technologique basé à Nîmes (8 rue Jules-Raimu) dans le quartier de Saint-Césaire. Créé en 1968, l'IUT de Nîmes propose des formations techniques de niveau BAC+2 (DUT), BAC+3 (Licence professionnelle) et une formation d'ingénieur.

#### IUT de Béziers
L'IUT de Béziers est un institut d'enseignement technologique basé à Béziers (3 place du 14 juillet) près du Centre Universitaire Du Guesclin. Il propose des formations techniques de niveau bac+3 : Bachelor Universitaire de Technologie, BUT, Licence professionnelle, Diplômes d'Etablissement Métiers de la Médiation, ainsi que des formations courtes de niveau bac (DAEU-B).

#### Institut de Préparation à l'Administration Générale (IPAG)
L’Institut de Préparation à l'administration Générale (IPAG) est situé sur le campus de Richter (Bâtiment B : Avenue Raymond Dugrand). Il prépare aux concours de la fonction publique (Institut national des études territoriales (INET), Institut régional d'administration (IRA), EHESP, inspecteur des impôts, concours des douanes, etc.).

### Écoles

#### Polytech Montpellier
Polytech Montpellier, anciennement Institut des Sciences de l'Ingénieur de Montpellier (ISIM), est une école de formation d'ingénieurs (baccalauréat +5) et de recherche fondée en 1970. L'école a été officiellement reconnue par la Commission des Titres d'Ingénieur (CTI) en 1974 et fait partie de la Conférence des grandes écoles et du réseau Polytech. Polytech Montpellier est située au nord de Montpellier sur le campus de Triolet (Place Eugène-Bataillon).

#### Observatoire de Recherche Montpelliérain de l'Environnement (OREME)
L’Observatoire de Recherche Montpelliérain de l’Environnement (OREME) est une école interne de l’Université de Montpellier, et également un observatoire des Sciences de l’Univers (OSU). Ses recherches scientifiques sont concentrées sur les risques naturels et l’impact des changements globaux et anthropiques, grâce à des compétences scientifiques dans des domaines tels que les géosciences, les hydrosciences, et les sciences de la biodiversité et de l'écologie,. Il comprend 8 unités de recherche rattachées, 3 plateformes techniques et une station marine à Sète.

### Établissement-composante

#### École Nationale Supérieure de Chimie de Montpellier (ENSCM)
L'École Nationale Supérieure de Chimie de Montpellier (ENSCM) est une école de formation d'ingénieurs fondée en 1889. Elle a été rattachée en 1969 à l'Université de Montpellier-II, en tant que UER, rattachement supprimé en 2015. Depuis 2022, elle est devenue un établissement-composante de l'Université de Montpellier. L'ENSCM est accréditée par la CTI et fait partie de la fédération Gay-Lussac. Les bâtiments de l'ENSCM sont situés au nord du campus Triolet, avenue du professeur Émile Jeanbrau.

## Recherche
Réparties en 9 départements scientifiques, les quelque 70 structures de recherche de l’Université de Montpellier sont tournées vers les défis émergents d’un monde en mouvement. De l’exploration spatiale à la robotique, en passant par l’ingénierie écologique ou les maladies chroniques, ses chercheurs mènent des travaux susceptibles d’apporter des réponses inédites au service de l’Homme et de son environnement. Partenaire des CHRU de Montpellier et Nîmes et des organismes de recherche, l’Université de Montpellier offre à ses chercheurs des plateformes technologiques de haut niveau indispensables à une recherche de pointe : Centre Spatial Universitaire (CSU), plateforme intégrée d’études du mouvement humain (Euromov), le Centre d’Etudes des Maladies Infectieuses et Pharmacologie Anti-Infectieuse (CEMIPAI) qui contient (entre autres) un labo BSL3, l'Institut de Recherche en Infectiologie de Montpellier (IRIM) qui contient lui aussi un labo BSL3.

## Patrimoine
Grâce à son ancienneté, le patrimoine de l'université Montpellier revêt un caractère exceptionnel. Depuis la Révolution française, ce dernier s’est enrichi de très beaux bâtiments allant de la Renaissance pour la faculté de médecine jusqu’aux bâtiments d’architectures contemporaines, comme la faculté d'administration économique et sociale (AES) sur le campus de Richter et la faculté des sciences et techniques des activités physiques et sportives (STAPS) du campus de Veyrassi.
L’université dispose du plus ancien jardin botanique de France (1593), le « jardin des plantes de Montpellier » et d'espaces consacrés à l'univers de la médecine, tels que :
- Le musée d'anatomie (1795) dont la majeure partie des collections sont classées au titre des monuments historiques[69] ;
- Le musée Atger (1813) a formé la deuxième collection française de dessins après celle du Louvre[70] ;
- Le musée de la pharmacie Albert Ciurana (1972) est le seul, de son importance, en France situé sur un site universitaire[71] ;
- Le « droguier » de la faculté de pharmacie (1633) est le deuxième de France après celui de Paris[72],[73] ;
- Une bibliothèque de fonds documentaires anciens et de collections patrimoniales est mis à disposition des étudiants[74].

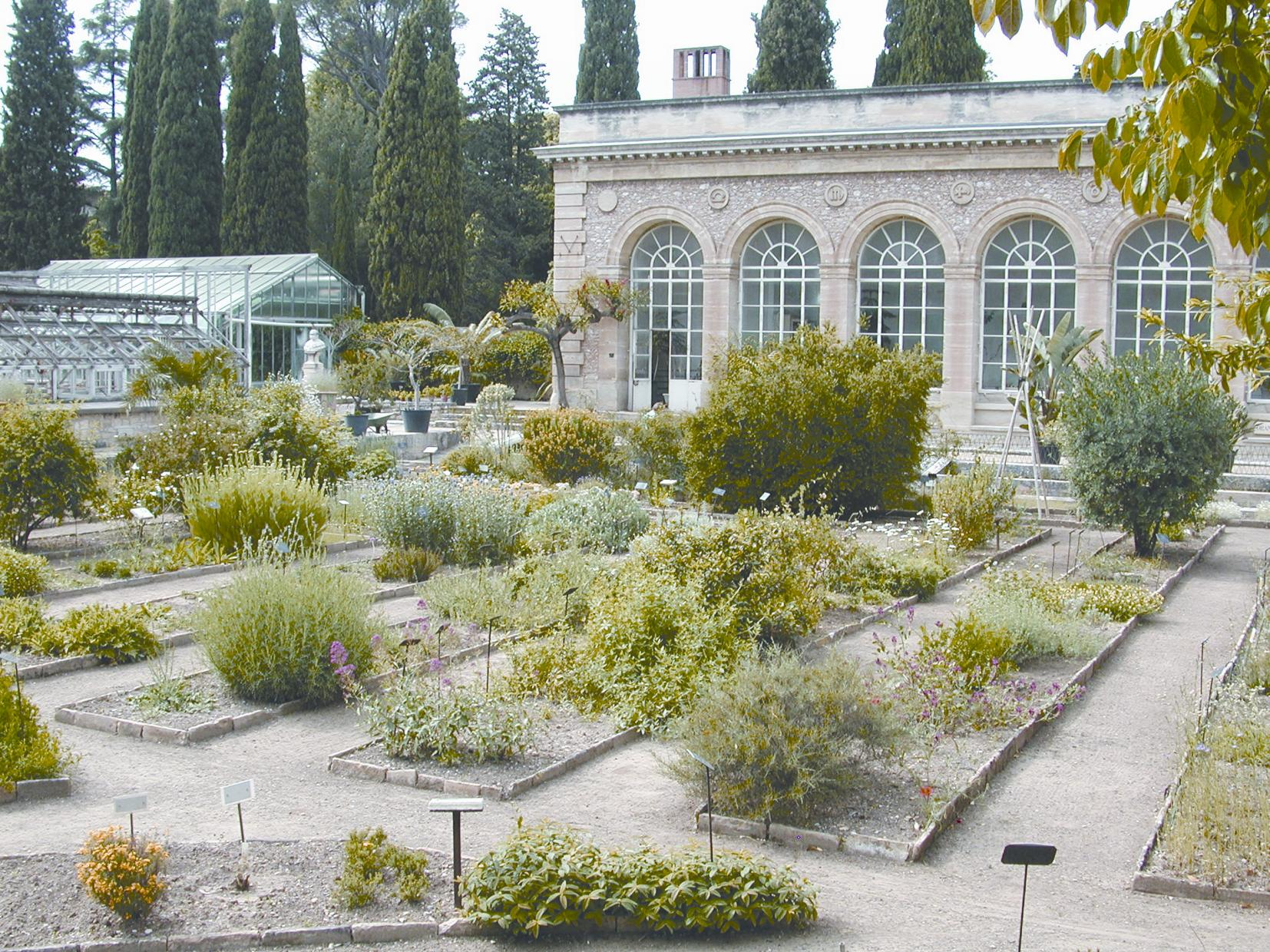
Photographie montrant une partie du Jardin des plantes.
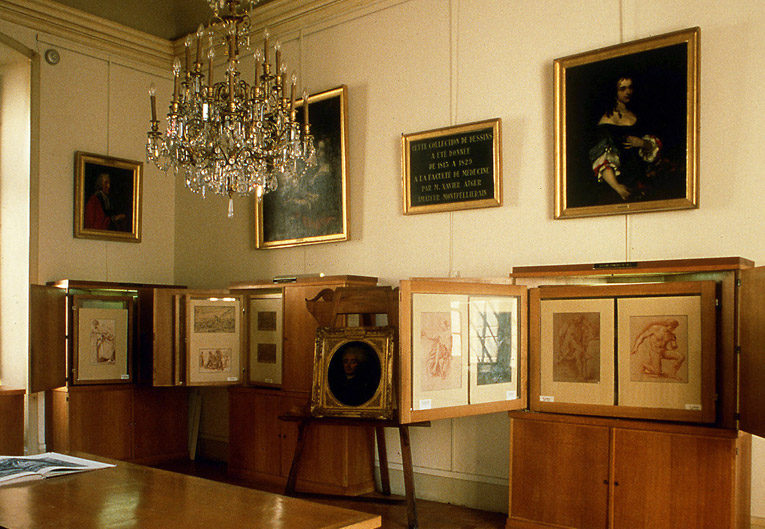
Musée Atger, 2e salle.
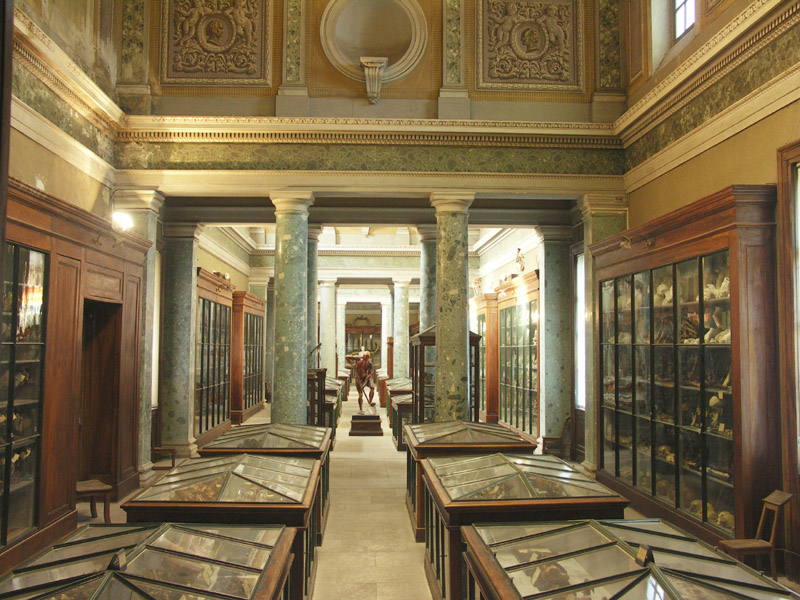
Musée d'Anatomie.
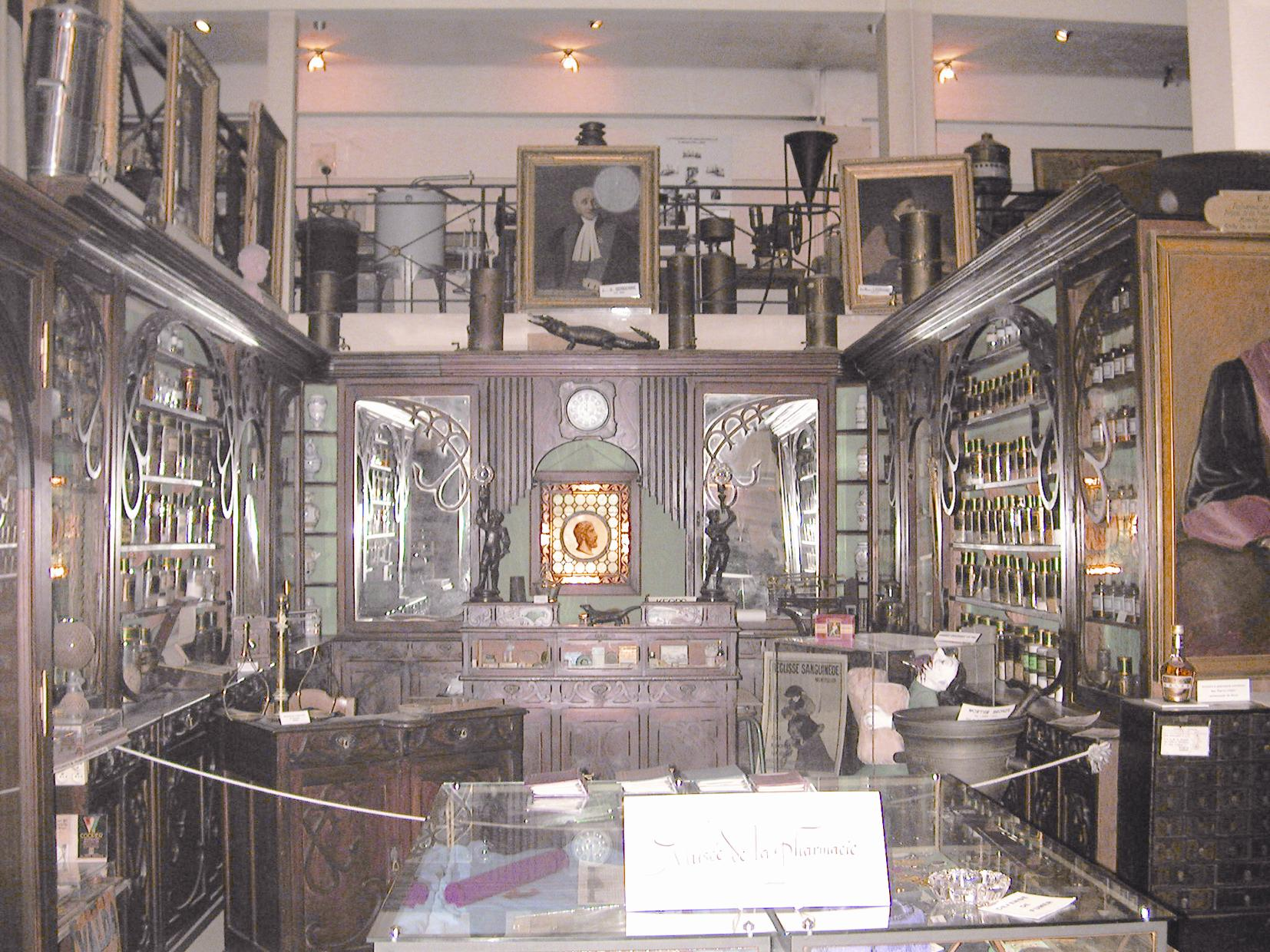
Musée de la Pharmacie Albert Ciurana.

## Personnalités liées

### Présidents
| Identité          | Période      | Période |
| Identité          | Début        | Fin     |
| ----------------- | ------------ | ------- |
| Philippe Augé (d) | janvier 2015 |         |

### Membres des laboratoires de l'Université détenteurs de distinctions remarquables

#### Médaille Fields
- 1966 : Alexandre Grothendieck, géométrie algébrique (professeur à l'Université de Montpellier de 1973 à 1988)

#### Médaille de l'innovation du CNRS
- 2014 : Claude Grison, chimie (laboratoire : ChimEco-  CNRS, Université de Montpellier)
- 2011 : François Pierrot, robotique (laboratoire : LIRMM - CNRS, Université de Montpellier)

#### Médaille d'argent du CNRS
- 2020 : Andréa Tommasi, géodynamique (laboratoire : Géosciences Montpellier - CNRS, Université de Montpellier)
- 2015 : Monsef Benkirane, virologie moléculaire (laboratoire : IGH - CNRS, Université de Montpellier)
- 2009 : Olivier Gascuel, bioinformatique (laboratoire : LIRMM - CNRS, Université de Montpellier)
- 2008 : Stéphanie Thiébault, paléo-archéobotanique (laboratoire : ISEM - CNRS, Université de Montpellier, IRD, EPHE, CIRAD, INRAP)
- 2007 : Isabelle Olivieri, écologie (laboratoire : ISEM) - CNRS, Université de Montpellier, IRD, EPHE, CIRAD, INRAP)

### Enseignants
| Enseignant                      | Nationalité                           | Années         | Domaine de compétences |
| ------------------------------- | ------------------------------------- | -------------- | --- |
| Raymond Lulle                   | Royaume de Majorque Couronne d'Aragon | vers 1232-1316 | philosophe et poète mystique majorquin |
| Arnaud de Villeneuve            | Drapeau de l'Aragon                   | 1238-1311      | médecin et théologien valencien |
| Guillaume de Nogaret            | Drapeau du Royaume de France          | 1287-1293      | professeur de droit |
| Guy de Chauliac                 | Drapeau du Royaume de France          | 1325           | Maître en médecine en 1325 |
| Urbain V, Guillaume de Grimoard | Drapeau du Royaume de France          | 1342           | Etudiant puis docteur en droit, Pape d'Avignon. |
| Benoît XIII, Pedro de Luna      | Drapeau de la France                  |                | Docteur en droit, antipape d'Avignon de 1394 à 1423 |
| Adam Fumée                      | Drapeau de la France                  |                | Professeur de faculté de médecine puis conseiller et médecin des rois de France Charles VII et Louis XI ; |
| Félix Platter                   | Drapeau de la France                  | 1554           | Docteur en médecine en 1554 ; |
| Guillaume Rondelet ;            | Drapeau de la France                  |                | Chancelier de la faculté de médecine en 1566 |
| Joseph Diez Gergonne            | Drapeau de la France                  |                | Fondateur des Annales de Mathématiques pures et appliquées |
| Germain Dupré (1811-1893)       | Drapeau de la France                  |                | professeur de clinique médicale, homme politique français |
| Antoine Estève Baissie          | Drapeau de la France                  |                | professeur de théologie |
| Antoine-Jérôme Balard           | Drapeau de la France                  | 1819-1841      | chimiste, découvreur du brome (Royal Medal de la Royal Society de Londres en 1830) |
| Édouard Roche                   | Drapeau de la France                  |                | Astrophysicien, professeur de mathématiques entre 1853 et 1883 et membre correspondant de l'académie des sciences |
| Jacques Curie                   | Drapeau de la France                  | 1883- 1920     | physicien, professeur de minéralogie |
| François Gigot de Lapeyronie    | Drapeau de la France                  |                | chirurgien de renommée, il fit des démonstrations de dissection devant les étudiants. |
| Paul Jaulmes                    | Drapeau de la France                  | 1904-1993      | Professeur de pharmacie, à l'origine de l'enseignement universitaire de l’œnologie. |
| Robert Reix                     | Drapeau de la France                  | 1973-2006      | Chef du département informatique de l'iut de Montpellier dans les années 70, puis président de l'IAE de Montpellier pendant 10 ans. Il marque la discipline des Système d'information, dont il a été en France un des pionniers. |
| Michel Miaille                  | Drapeau de la France                  |                | Professeur émérite de droit et de sciences politiques de l'Université Montpellier 1, ancien directeur de l'UFR AES (Administration économique et sociale) (1990-1995), auteur de livres sur le droit et la laïcité.              |
| Georges Frêche                  | Drapeau de la France                  |                | professeur de droit, homme politique, maire de Montpellier |
| Paul Alliès                     | Drapeau de la France                  |                | professeur de sciences politiques, homme politique, président de la Convention pour la 6e République |
| Francis Hallé                   | Drapeau de la France                  | 1971-1999      | Professeur de botanique |

### Étudiants
| Élève                                          | Nationalité                      | Années    | Domaine de compétences |
| ---------------------------------------------- | -------------------------------- | --------- | --- |
| Jean XXI                                       | Drapeau du Portugal              | vers 1240 | médecin, théologien, pape |
| Pétrarque                                      | Drapeau de l'Italie              | 1317-1320 | étudiant en droit, poète et humaniste florentin. |
| Nostradamus                                    | Drapeau du Royaume de France     | 1529-1530 | étudiant en médecine |
| François Rabelais                              | Drapeau du Royaume de France     | 1530      | bachelier en médecine, écrivain français humaniste de la Renaissance |
| Conrad Gessner                                 | Drapeau de la Suisse             | 1540-1541 | étudiant en médecine, naturaliste suisse. |
| Prince Frédéric-Guillaume de Schaumbourg-Lippe | Principauté de Schaumbourg-Lippe | 1720-1721 | grand théoricien militaire |
| Jean-Baptiste Bres                             | Drapeau de la France             | 1771      | Docteur en Médecine et député français de l'Assemblée nationale législative en 1792. Il a apporté la vaccination jennerienne à Issoire.                                                                           |
| Jean-Jacques-Régis de Cambacérès               | Drapeau du Royaume de France     | 1772      | licencié en droit puis jurisconsulte et homme d'État français |
| Pierre Marie Auguste Broussonet                | Drapeau du Royaume de France     | 1779      | médecin, naturaliste (Ichtyologue et botaniste) et homme politique |
| Thomas Browne                                  | Drapeau de l'Angleterre          |           | médecin et écrivain |
| François-Alphonse Forel                        | Drapeau de la Suisse             | 1862      | Licencié ès Sciences naturelles à la Faculté des Sciences, naturaliste, physiologiste, limnologue, sismologue et enseignant vaudois, il est le fondateur et précurseur de la limnologie.                          |
| Paul Valéry                                    | Drapeau de la France             | 1894      | licencié en droit, écrivain, poète et philosophe |
| Taha Hussein                                   | Sultanat d'Égypte                | 1914-1915 | universitaire, romancier, essayiste et critique littéraire égyptien |
| Frédéric Bourguet                              | Drapeau de la France             |           | Docteur en droit, homme politique et résistant, sénateur du Tarn |
| Enver Hodja (1908-1985)                        | Drapeau de l'Albanie             | 1931-1933 | homme politique et président albanais jusqu'en 1985 |
| Jean Moulin                                    | Drapeau de la France             | 1917-1921 | Inscrit à la faculté de droit en 1917 dont il obtient la licence en 1921 et Vice-Président de l'Association Générale des Étudiants de Montpellier (AGEM).                                                         |
| Bonaventure Soh Bejeng Ndikung                 | Drapeau du Cameroun              | 1977      | Conservateur et commissaire d'exposition, titulaire d'un post-doctorat en biophysique. |
| Germaine Cauquil                               | Drapeau de la France             |           | Première femme titulaire d'une chaire de chimie en 1948 |
| Bernard Pons                                   | Drapeau de la France             | 1946-1952 | Inscrit à la faculté de médecine en 1946 dont il obtient le doctorat en 1952 et Résistant, homme politique, Président de Association Générale des Étudiants de Montpellier (AGEM), puis Vice-Président de l'UNEF. |
| Denis Boubals                                  | Drapeau de la France             |           | œnologue |
| Michel Henry                                   | Drapeau de la France             |           | philosophe |
| Valdiodio N'diaye                              | Drapeau du Sénégal               | 1951      | avocat et ministre sénégalais, Docteur en droit. |
| Khieu Samphân                                  | Drapeau du Cambodge              |           | docteur en économie en 1955, militant communiste, président du Kampuchéa démocratique de 1976 à 1979. |
| Jacques Bompard                                | Drapeau de la France             |           | homme politique |
| Hélène Mandroux                                | Drapeau de la France             |           | Médecin anesthésiste, femme politique française. Elle est maire de Montpellier de 2004 à 2014. |
| Yves Pozzo di Borgo                            | Drapeau de la France             |           | homme politique, Président de Association Générale des Étudiants de Montpellier (AGEM) de 1970 à 1972 |
| Jean-Luc Gréau                                 | Drapeau de la France             |           | économiste |
| Alexandre Grothendieck                         | Drapeau de la France             |           | mathématicien, médaille Fields 1966 |
| Thierry Ardisson (né en 1949)                  | Drapeau de la France             |           | animateur et producteur de télévision, Deug d'anglais en 1971 |
| Mohed Altrad                                   | /                                |           | Homme d'affaires et homme politique français d'origine syrienne, dirigeant du groupe Altrad. Il est également président du Montpellier Hérault rugby.                                                             |
| Philippe Saurel                                | Drapeau de la France             | 1984      | Chirurgien-dentiste, homme politique et maire de Montpellier. |
| Marielle Montginoul (née en 1971)              | Drapeau de la France             |           | économiste chercheuse au sein de l'IRSTEA |
| Tarik Brahmi                                   | Drapeau du Canada                | 1991      | député canadien, diplômé en microélectronique et automatique |
| Sahle-Work Zewde                               | Drapeau de l'Éthiopie            |           | présidente de la République démocratique fédérale d’Éthiopie depuis le 25 octobre 2018. |
| Jeanne-Louise Djanga                           | Drapeau du Cameroun              |           | Poète et romancière |
| Julien Sanchez                                 |                                  |           | Maire de Beaucaire et Vice-président du Rassemblement Rassemblement National |

### En lien avec le jardin des plantes

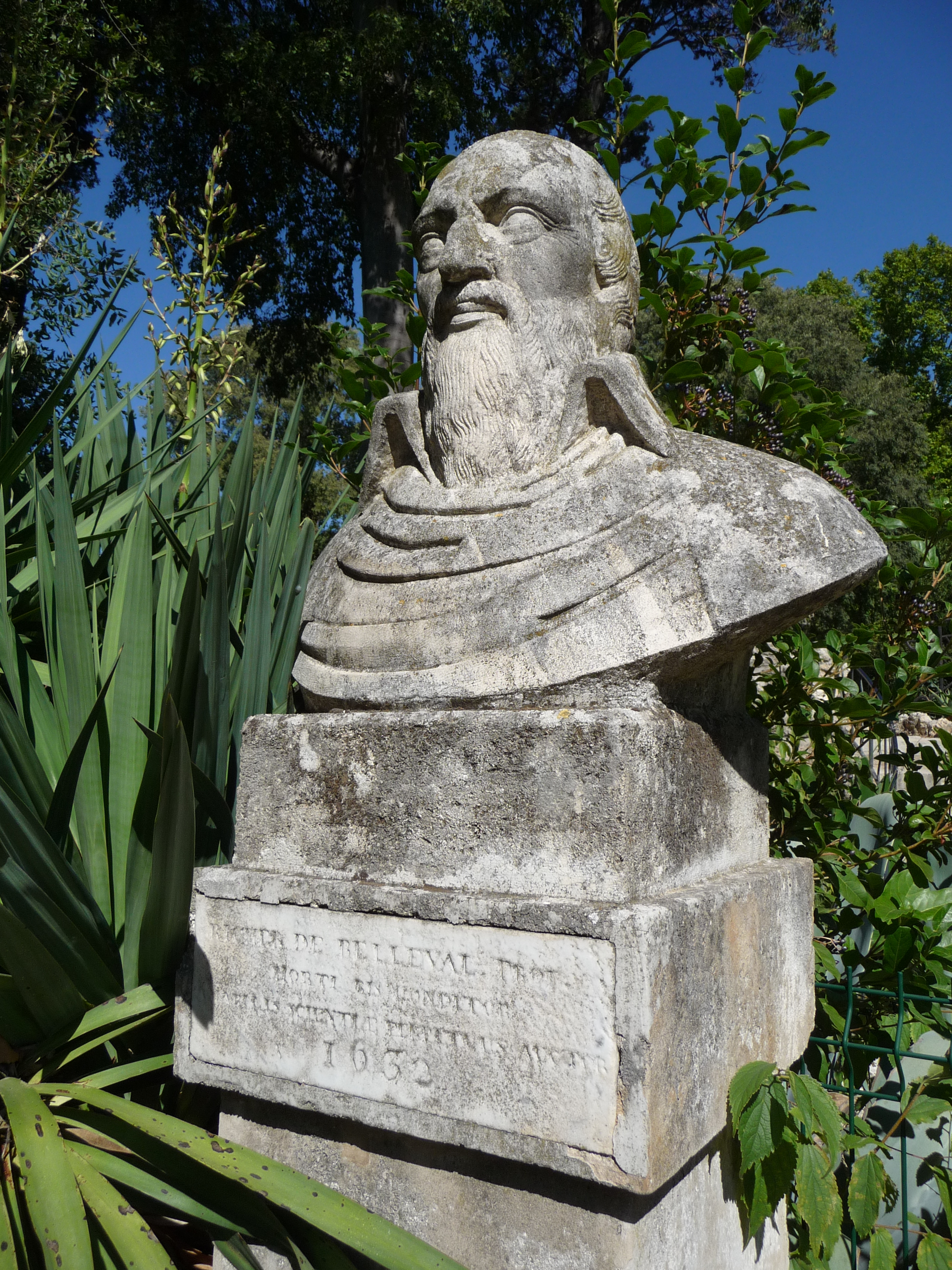
Buste de Pierre Richer de Belleval fondateur du jardin des plantes de Montpellier, au jardin des plantes.

| Nom                           | Nationalité          | Années    | Domaine de compétences                         |
| ----------------------------- | -------------------- | --------- | ---------------------------------------------- |
| Pierre Richer de Belleval     | Drapeau de la France | 1555-1632 | fondateur du jardin des plantes de Montpellier |
| Augustin Pyramus de Candolle  | Drapeau de la Suisse |           | botaniste genevois                             |
| François Toussaint Node-Véran | Drapeau de la France |           | Peintre du jardin des plantes                  |
| Michel Félix Dunal            | Drapeau de la France |           | botaniste et directeur du Jardin des Plantes   |

## Logotypes

Logo de l'université depuis sa recréation en 2015
Deuxième logo utilisé de l'université depuis sa recréation en 2015